# Rodolfo R. Schuller
Rodolfo R. Schuller nacido como Rudolf Riemel Schuller (cerca de Viena, 25 de diciembre de 1873 - Barranquilla, 18 de enero de 1932) fue un filólogo alemán que ejerció la docencia y la investigación y publicó gran cantidad de artículos, y textos de filología y etnografía de comunidades indígenas de América.

## Biografía
Alrededor de 1893 arribó a América y en 1899 defendió su disertación doctoral.
Entre 1904 y 1905 se encontraba en Uruguay, donde ejerció como Jefe de la Sección de Etnología del Museo Nacional de Montevideo, el cual contaba con la dirección de José Arechavaleta.
En 1905 también pasó algún tiempo en Buenos Aires, Argentina, y se desempeñó como Jefe de la Sección de Etnología del Museo de La Plata.
Entre 1906 y 1907 publicó varios artículos en Santiago de Chile y al año siguiente trabajó en temas referidos al conflicto limítrofe entre el Perú y Bolivia.
En 1909 trabajó en la biblioteca del Museo Emilio Goeldi, ubicado en Belém do Pará (Brasil). En su estadía por Río de Janeiro, fue nominado miembro correspondiente del Instituto Histórico y Geográfico Brasileño. En esa ciudad trabajó transcribiendo documentos documentos de valor histórico e etnográfico sobre la Amazonia desde los archivos españoles, y desarrolló en 1911 el proyecto para una Biblioteca Nacional. Ese año también viajó a Madrid y Sevilla (España).
Participa del 18° Congreso Internacional de Americanistas que tuvo lugar en Londres (Inglaterra) en 1912. Ese año renuncia a su posición en el Museo Emilio Goeldi, debido a que el Estado de Pará no pudo continuar pagando su salaior. Al año siguiente asiste al 19° Congreso Internacional de Americanistas en Washington D. C. como delegado de la Biblioteca Nacional de Brasil. Es posible que hacia 1914 se encontrara en Bahía (Brasil) y entre 1915 y 1917 trabajara en Chicago, Illinois, donde se desempeñó como investigador. Luego de la rotura de relaciones diplomáticas entre Estados Unidos y el Imperio Alemán en 1917, vivió principalmente en Viena, Austria, hasta cerca de 1921. Entre ese año y cerca de 1927, se radicó en Ciudad de México, donde dictó clases en la Universidad Nacional de México, y también realizó investigaciones sobre comunidades indígenas para el gobierno de ese país.
En 1925 visita San Salvador, y al año siguiente Nueva Orleans. Dos años más tarde recorre San José, Costa Rica y Guatemala. En 1929 trabajó en la Universidad de Harvard (Cambridge, Inglaterra). En enero de 1932, muere mientras asiste a una conferencia en Barranquilla, Colombia.

## Obra
- Primera contribución al estudio de la Cartografía Americana (Montevideo, 1905)
- El vocabulario araucano de 1642-1643 con notas críticas i algunas adiciones a la bibliografía de la lengua mapuche. (1907)
- Sobre los mitos y las leyendas de los indios sudamericanos (1907)
- Vocabularios y nuevos materiales para el estudio de la lengua de los indios Lican-Antai (atacameños)-calchaquí (1907)
- The ethnological and linguistic position of the Tacana Indians of Bolivia (1922)
- Las lenguas indígenas de Centro América, con especial referencia a los idiomas aborígenes de Costa Rica (1928)
- El huracán; dios de la tormenta, y el Popol-Vuh (1929).